# Stadsdriehoek
De Stadsdriehoek is het eigenlijke centrum van Rotterdam. De naam Stadsdriehoek verwijst naar de historische driehoekige vorm van de stad Rotterdam, die werd begrensd door de Coolvest en de Schiedamse Vest in het westen, de Goudsevest in het noordoosten en de Nieuwe Maas in het zuiden.

## Geschiedenis
De driehoekige vorm van de stad Rotterdam stamt al uit de late middeleeuwen. Toen vormde de Blaak de zuidgrens van de stad. In de 16e eeuw werd de 'Waterstad' tussen Blaak en de Nieuwe Maas aangelegd. Dit was buitendijks gebied waar haven- en handelsactiviteiten plaatsvonden. Hiermee was de Stadsdriehoek in zijn huidig bekende vorm compleet.
Van de historische gebouwen is na het bombardement op Rotterdam van 14 mei 1940 nagenoeg niets gespaard gebleven. Alleen de Sint-Laurenskerk uit 1449, Het Schielandshuis uit 1665, het Witte Huis uit 1898 en het rijtje van elf rijksmonumenten aan de zuidzijde van het Haringvliet stamt uit de tijd van rond 1700. Nummer 94 is gebouwd in 1702 en nummer 96 in 1711. De andere panden zijn waarschijnlijk rond 1725 gebouwd.
Bij de opstelling van het Basisplan voor de Wederopbouw van Rotterdam uit 1946 werd de woonfunctie grotendeels uit de Stadsdriehoek verdreven. Het resultaat was een stadscentrum dat algemeen als ongezellig werd gezien. Na 1975 is weer op grote schaal woningbouw gepleegd, onder meer rond de Oude Haven en het Haringvliet, rond de Leuvehaven en bij Het Schielandshuis. De Stadsdriehoek heeft veel van zijn centrumfuncties prijsgegeven aan Cool, dat na de Wederopbouw een belangrijke uitgaans- en winkelfunctie kreeg.

## Afbeeldingen

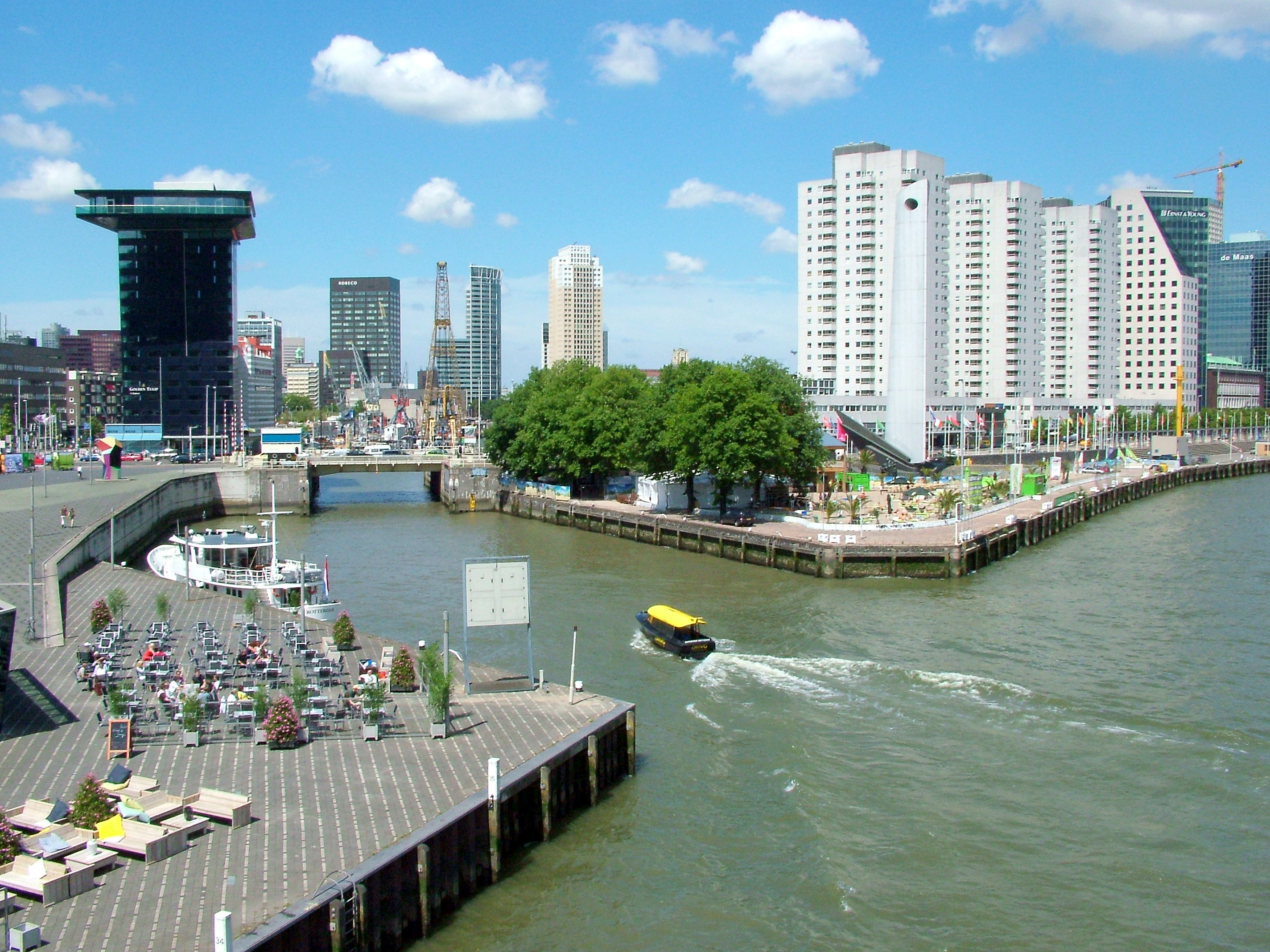
Leuvehaven en Boompjes
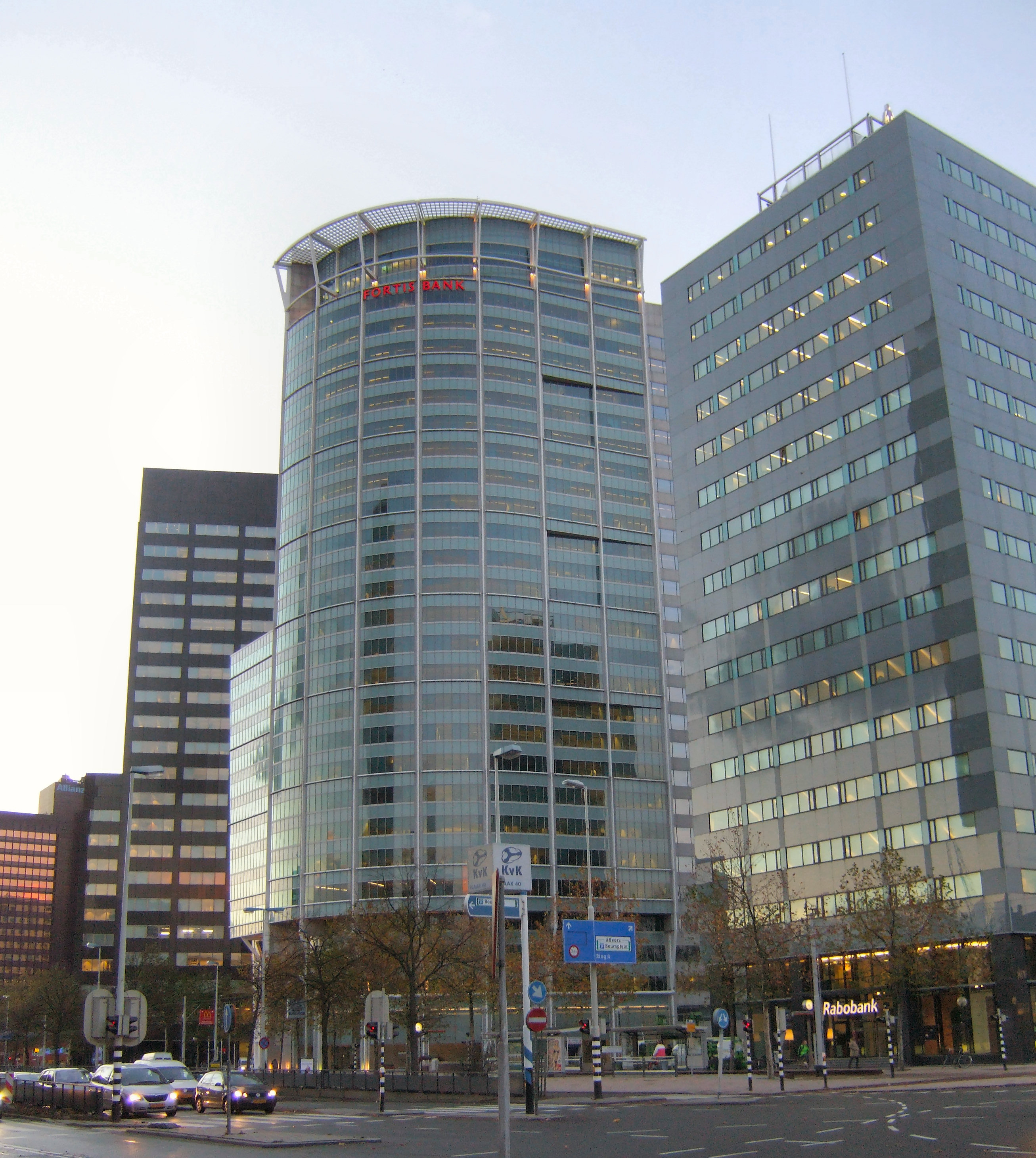
Blaak
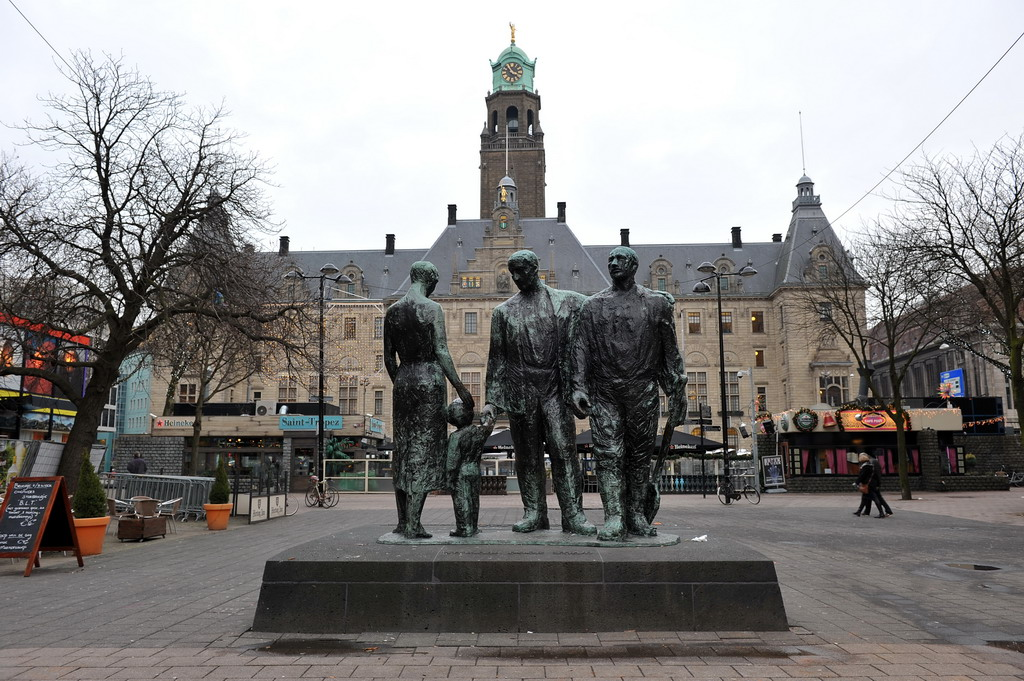
Stadhuis en beeldengroep

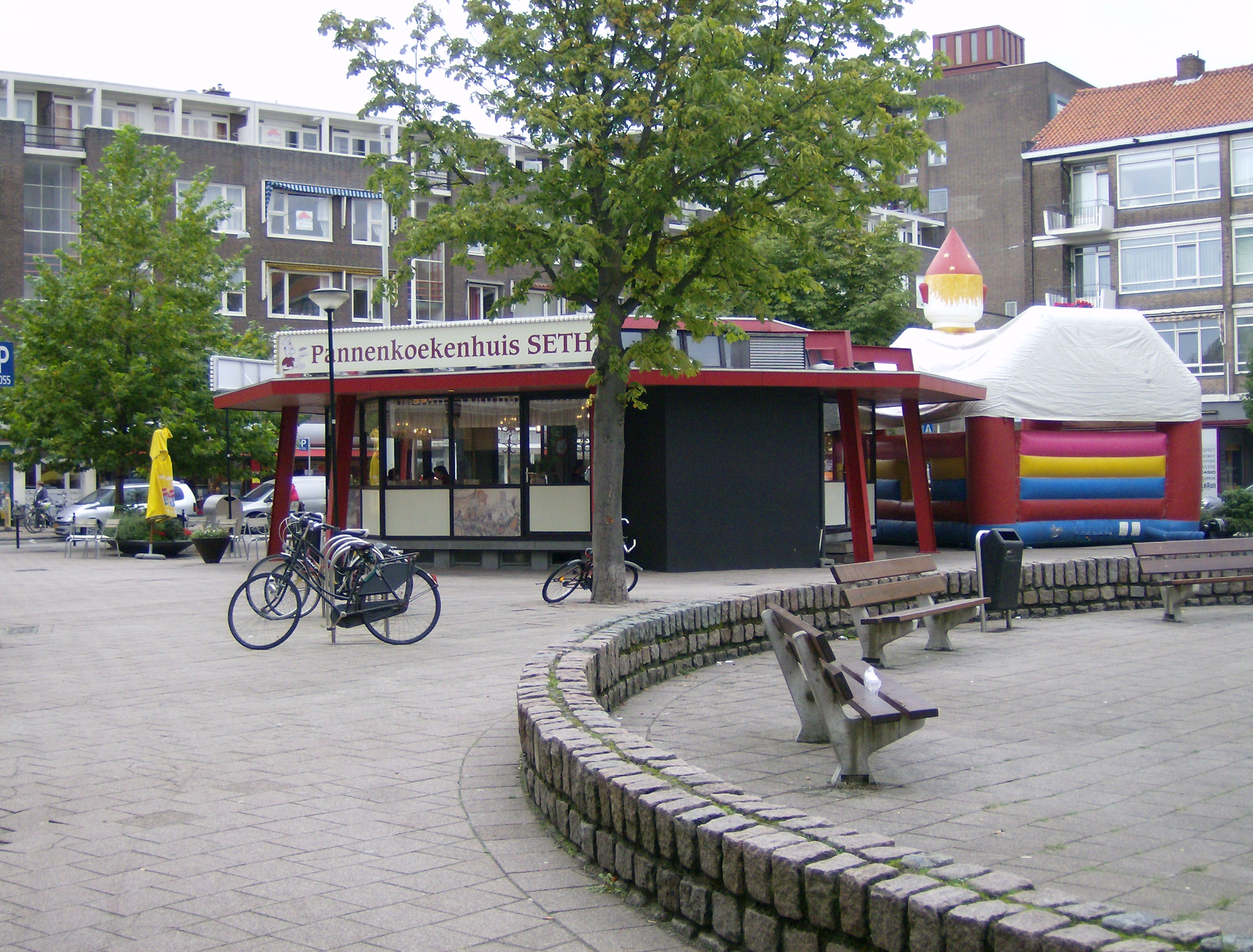
Voormalige poffertjeskraam nu Pannenkoekhuis Seth.
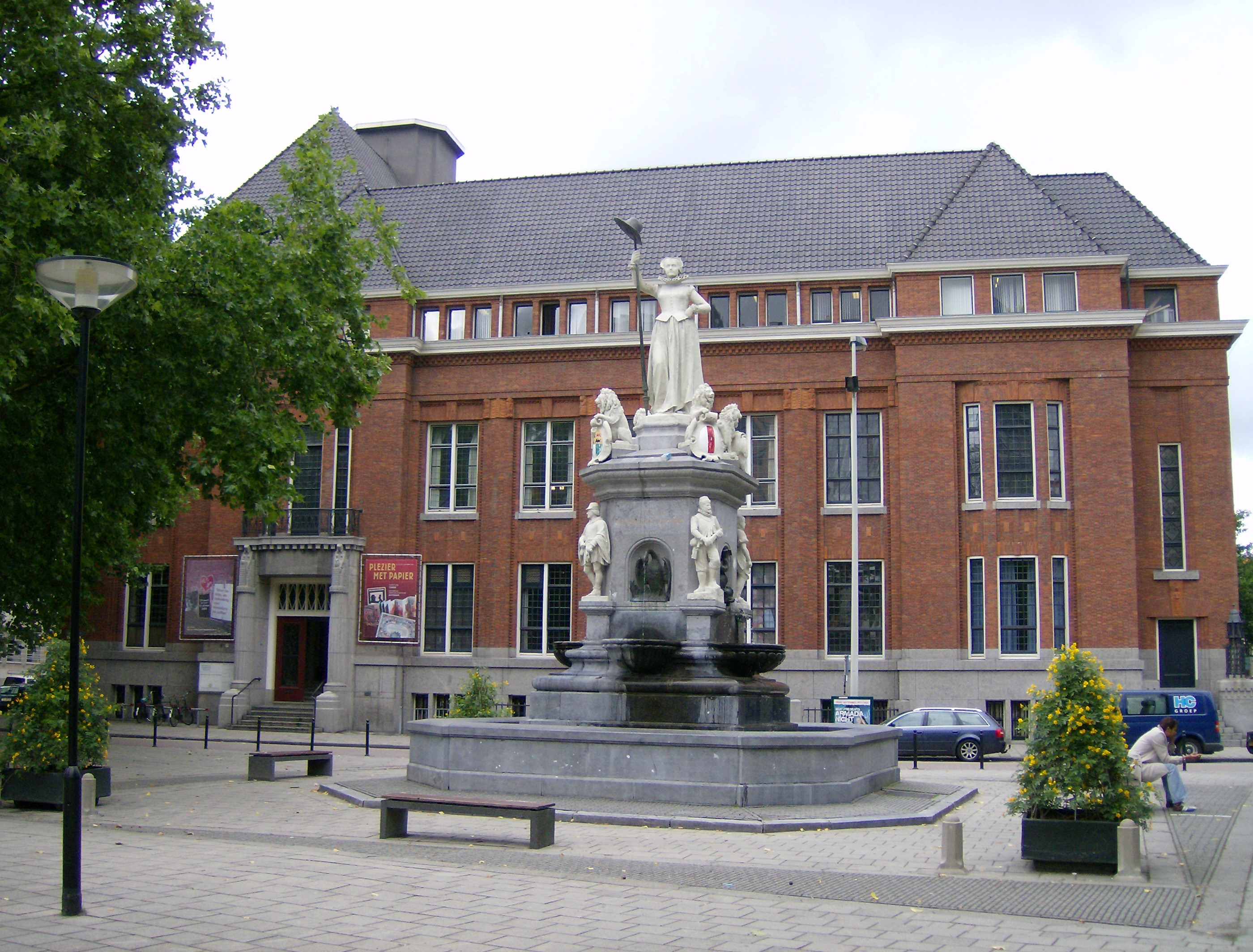
Het voormalige pand van de Gemeentelijke Bibliotheek, met voor het monument De Maagd van Holland, dit monument moet voorstellen de bevrijding van de Franse bezetting in de 19e eeuw. In het pand van de voormalige Gemeentelijke bibliotheek kwam o.a. het Onderwijsmuseum. Ook dit museum is in 2012 uit dit pand vertrokken, omdat de Erasmus Universiteit dit liet ombouwen tot schoolgebouw. Het museum is verhuisd naar Dordrecht.
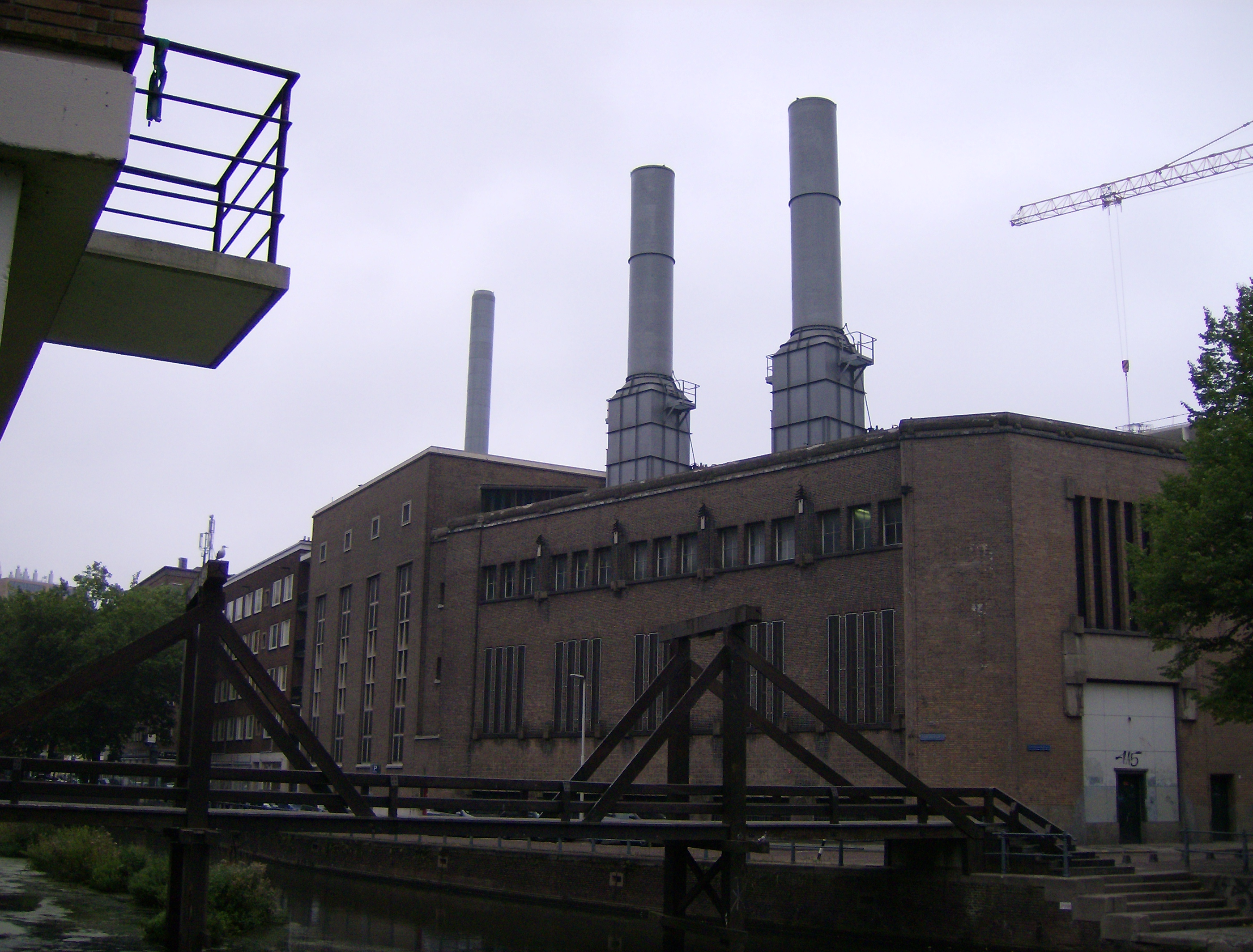
Stadsverwarming ENECO.

Cool ·
CS-kwartier · 
Dijkzigt ·
Oude Westen ·
Scheepvaartkwartier ·
Stadsdriehoek
Rotterdam Centrum ·
Rotterdam-Noord ·
Rotterdam-Oost ·
Rotterdam-West ·
Rotterdam-Zuid ·
110-Morgen ·
Afrikaanderwijk ·
Agniesebuurt ·
Bergpolder ·
Beverwaard ·
Blijdorp ·
Blijdorpse polder ·
Bloemhof ·
Boomgaardshoek ·
Bospolder-Tussendijken ·
CS-kwartier ·
Carnisserbuurt ·
Cool ·
Crooswijk ·
De Esch ·
De Veranda ·
Delfshaven ·
Delfshaven-Schiemond ·
Dijkzigt ·
Feijenoord ·
Gadering ·
Groenenhagen-Tuinenhoven ·
Groot-IJsselmonde ·
Heijplaat ·
Het Lage Land ·
Hillegersberg ·
Hillesluis ·
Homerusbuurt ·
Hordijkerveld ·
Kandelaar ·
Karl Marxbuurt ·
Katendrecht ·
Kiefhoek ·
Kleinpolder ·
Kleiwegkwartier ·
Kop van Zuid ·
Kralingen ·
Kralingse Veer ·
Kreekhuizen ·
Landzicht ·
Liskwartier ·
Lloydkwartier ·
Lombardijen ·
Meeuwenplaat ·
Middelland ·
Middengebied ·
Millinxbuurt ·
Molenlaankwartier ·
Molièrebuurt ·
Nesselande ·
Nieuw Engeland ·
Nieuw-Mathenesse ·
Nieuwe Westen ·
Nooddorp ·
Noordereiland ·
Ommoord ·
Oosterflank ·
Oud-Charlois ·
Oud-IJsselmonde ·
Oud-Mathenesse ·
Oude Noorden ·
Oude Westen ·
Oudeland ·
Overschie ·
Pendrecht ·
Prinsenland ·
Provenierswijk ·
Reyeroord ·
Rubroek ·
Sagenbuurt ·
Scheepvaartkwartier ·
Schiebroek ·
Schiemond ·
's-Gravenland ·
Smeetsland ·
Spaanse Polder ·
Spangen ·
Sportdorp ·
Stadsdriehoek ·
Struisenburg ·
Tarwewijk ·
Terbregge ·
Tussenwater ·
Varenbuurt ·
Vondelingenplaat ·
Vreewijk ·
Waalhaven ·
Westpunt ·
Wielewaal ·
Witte Dorp ·
Zalmplaat ·
Zenobuurt ·
Zestienhoven ·
Zevenkamp ·
Zomerland ·
Zuidwijk